# Trolox Equivalent Antioxidative Capacity
Mit Hilfe der Trolox Equivalent Antioxidative Capacity (TEAC) kann die antioxidative Kapazität einer Probe angegeben werden. Bei der Messung dient das Vitamin-E-Derivat Trolox als Referenz, weswegen das Ergebnis in Trolox-Äquivalenten angegeben wird. Der TEAC-Wert wird häufig beim Vergleich polyphenolhaltiger Proben herangezogen.
Das Prinzip der Messung basiert auf der Reaktion von Diammonium-2,2′-azino-di-(3-ethylbenzthiazolin)-6-sulfonat (ABTS) mit den in dem zu untersuchendem Medium enthaltenen Antioxidantien.
ABTS bildet in einem oxidativen Milieu ein stabiles, grün gefärbtes Radikalkation, das bei der Reaktion mit antioxidativ wirksamen Substanzen seine Färbung verliert. Mittels photometrischer Messungen der ABTS-Lösung bei 734 nm vor und nach einer definierten Zeitspanne (meist 6 Minuten) nach Zugabe von Antioxidantien wird eine Extinktions-Differenz erhalten, aus der durch Vergleich mit der durch Trolox in verschiedenen Konzentrationen verursachten Minderung der Extinktion die antioxidative Kapazität der untersuchten Substanz ermittelt wird.